# Vada kyrka
Vada kyrka är en kyrkobyggnad som ligger i kyrkbyn Vadaby i Vada socken i Uppland. Troligen kommer namnet Vada från det vadställe över ån som fanns mellan kyrkan och gården Husa. Kyrkan tillhör sedan 2006 Össeby församling i Stockholms stift.

## Kyrkobyggnaden
Salkyrkan har en stomme av vald och kluven gråsten. Tegel förekommer i gavelrösten och omfattningar. Norr om koret finns en vidbyggd sakristia. Ytterväggarna är spritputsade och vitkalkade. Långhus och sakristia har båda sadeltak som är belagda med tegel.
Kyrkan uppfördes vid 1100-talets slut eller 1200-talets början. Vid slutet av 1200-talet revs det äldre koret och ersattes med nuvarande raka kor. Samtidigt tillkom sakristian. En eldsvåda utbröt omkring år 1400 och kyrkan återuppbyggdes och återinvigdes år 1404 av ärkebiskop Henrik. Ett vapenhus uppfördes på 1400-talet. År 1697 brann kyrkan och därefter förlängdes den åt väster. År 1772 togs ett nytt fönster upp i norra väggen och predikstolen flyttades från södra väggen till den norra. Åren 1820 - 1821 skedde en stor ombyggnad då vapenhuset revs och de medeltida valven ersattes med ett putsat tunnvalv av trä. Yttertaket fick ett lägre takfall och takbeläggningen byttes ut från träspån till tegel. Nuvarande ingång i väster togs upp och fönsteröppningarna förstorades till sin nuvarande rundbågiga form.

## Inventarier
- Predikstolen härstammar från 1600-talets början, men sattes inte upp i kyrkan förrän 1668.
- Gravhällen i koret avbildar makarna på Stora Benhamra Jacob Trellow och Margareta Slots i hög relief och full högtidsklädsel.
- Orgeln byggdes 1852 av organisten och orgelbyggaren Daniel Wallenström i Uppsala. 1955 utökades orgeln med två stämmor av Einar Berg i Stockholm. 1987 utökades den till nuvarande sex stämmor av J. Künkels Orgelverkstad i Färjestaden.
- Dopfunten från år 1955 är byggd efter ritningar av Åke Tengelin.
- Ett altarskåp tillkom år 1515 och såldes år 1897 till Statens historiska museum.
- Ett triumfkrucifix från 1400-talets början såldes år 1897 till Statens historiska museum.

## Klockstapeln
Nordväst om kyrkan, precis utanför kyrkogårdsmuren, finns en fristående klockstapel som är uppförd på 1640-talet. Stapeln är inklädd med svarttjärade brädor och har ett pyramidformigt tak som är täckt med tjärade spån. Automatisk klockringning installerades år 1998.

## Kyrkogården
Kyrkogården har haft två stigluckor av trä, en i norr och en i söder. År 1643 skulle norra stigluckan spånas och åren 1667-1668 försågs norra stigluckan med ny underbyggnad och port. År 1762 skulle en av stigluckorna rivas, okänt vilken. Kyrkogårdens nuvarande ingång i väster med granitstolpar tillkom troligen under 1800-talets första hälft.

## Bildgalleri

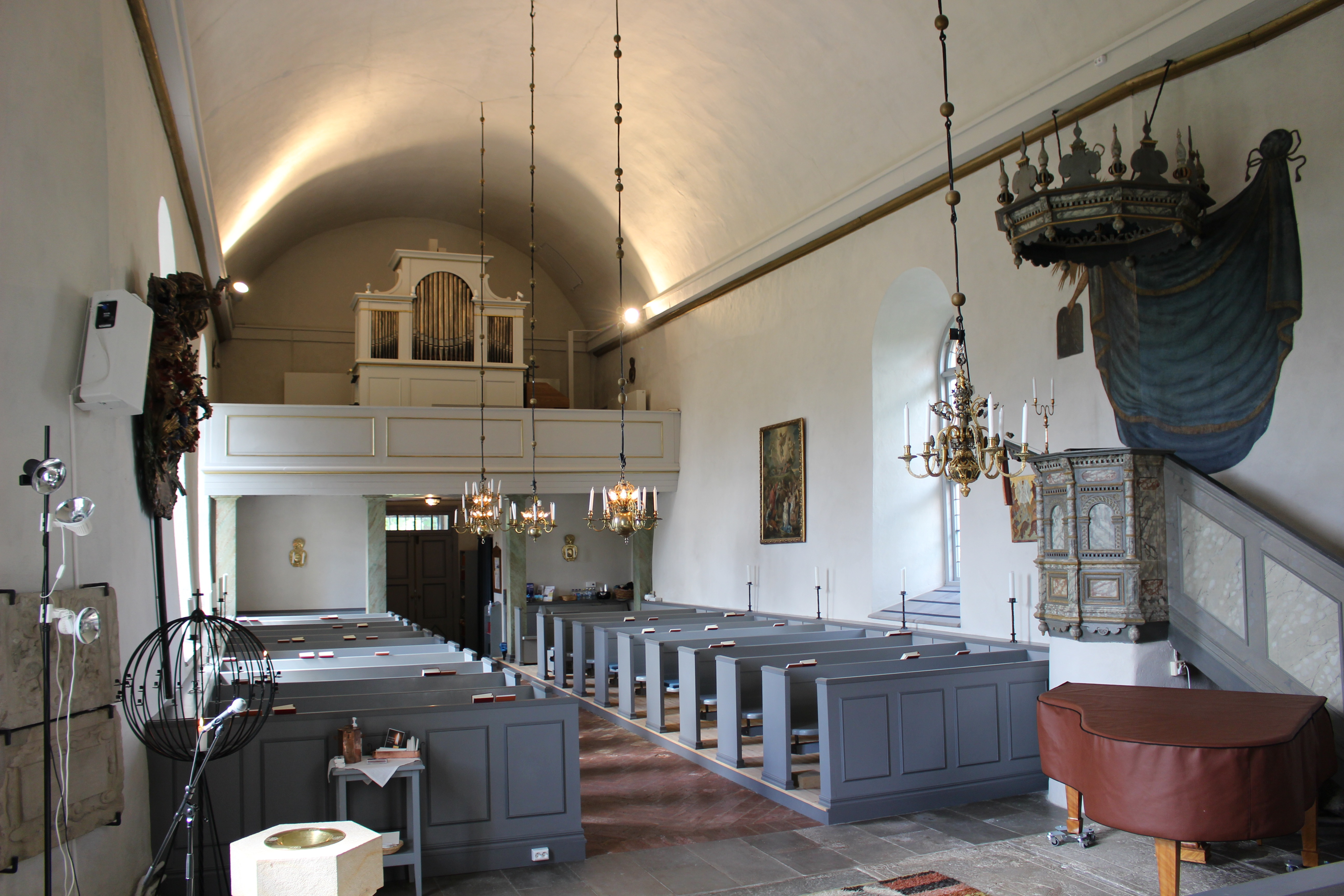
Kyrkorum mot väster
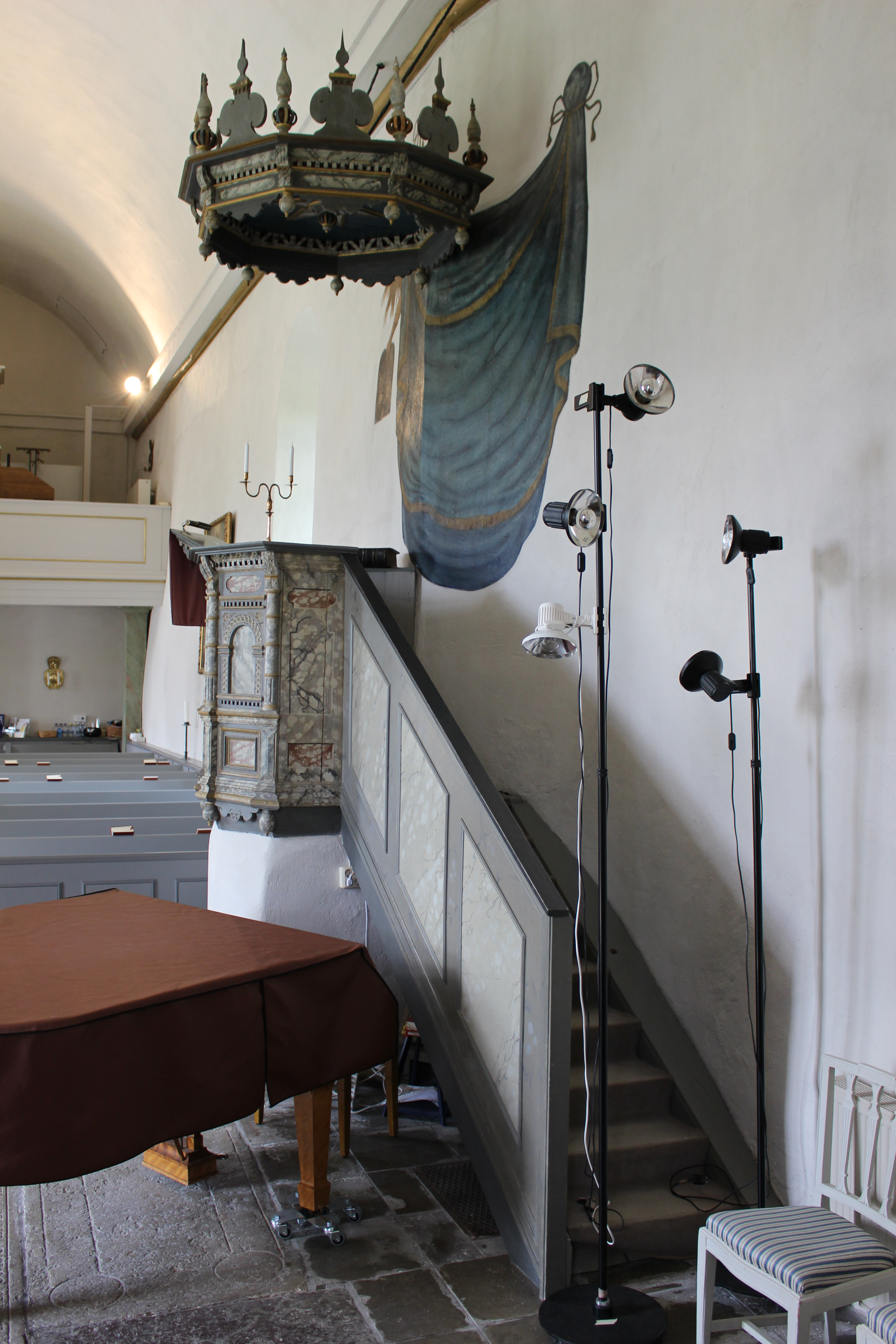
Predikstol
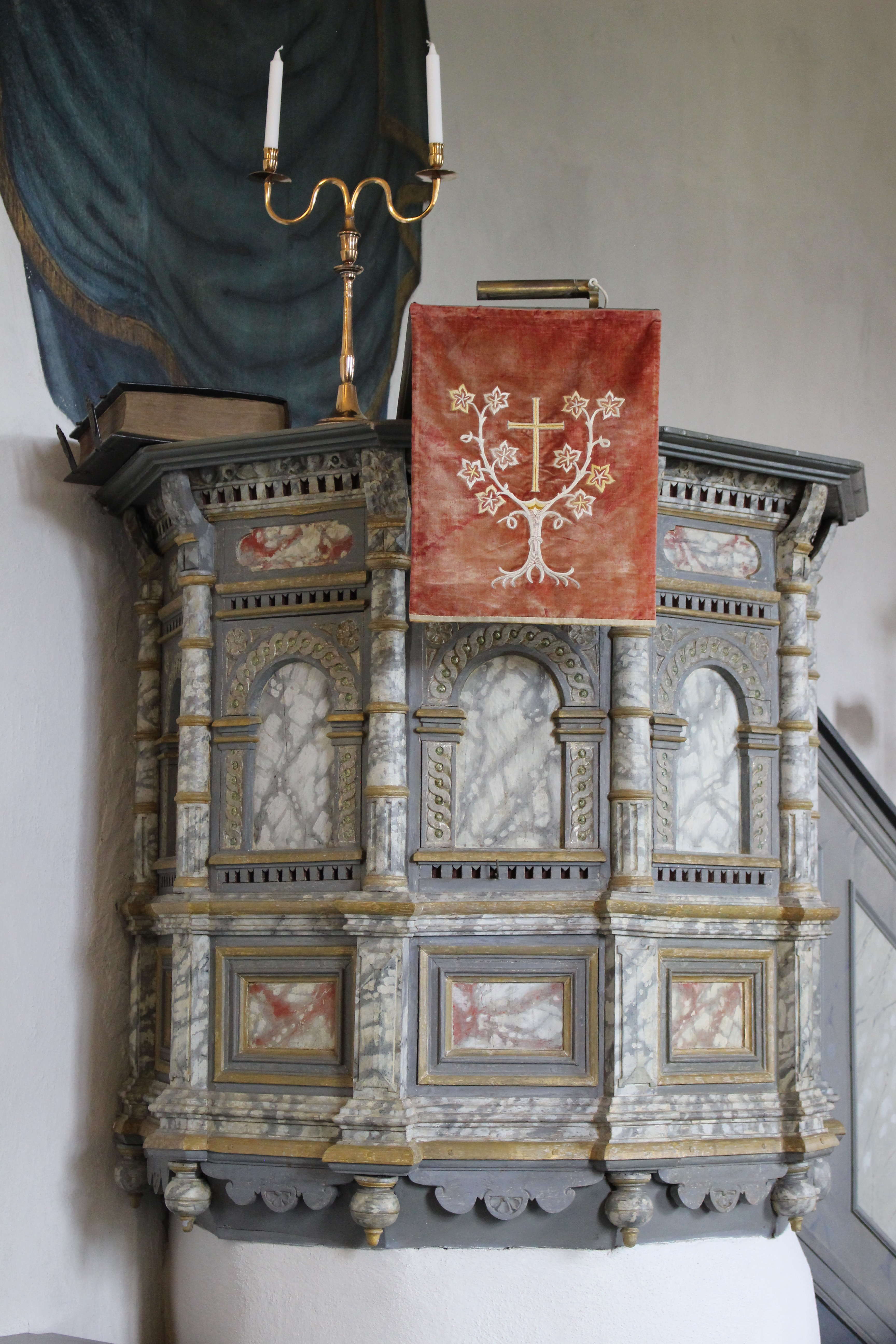
Predikstolens korg
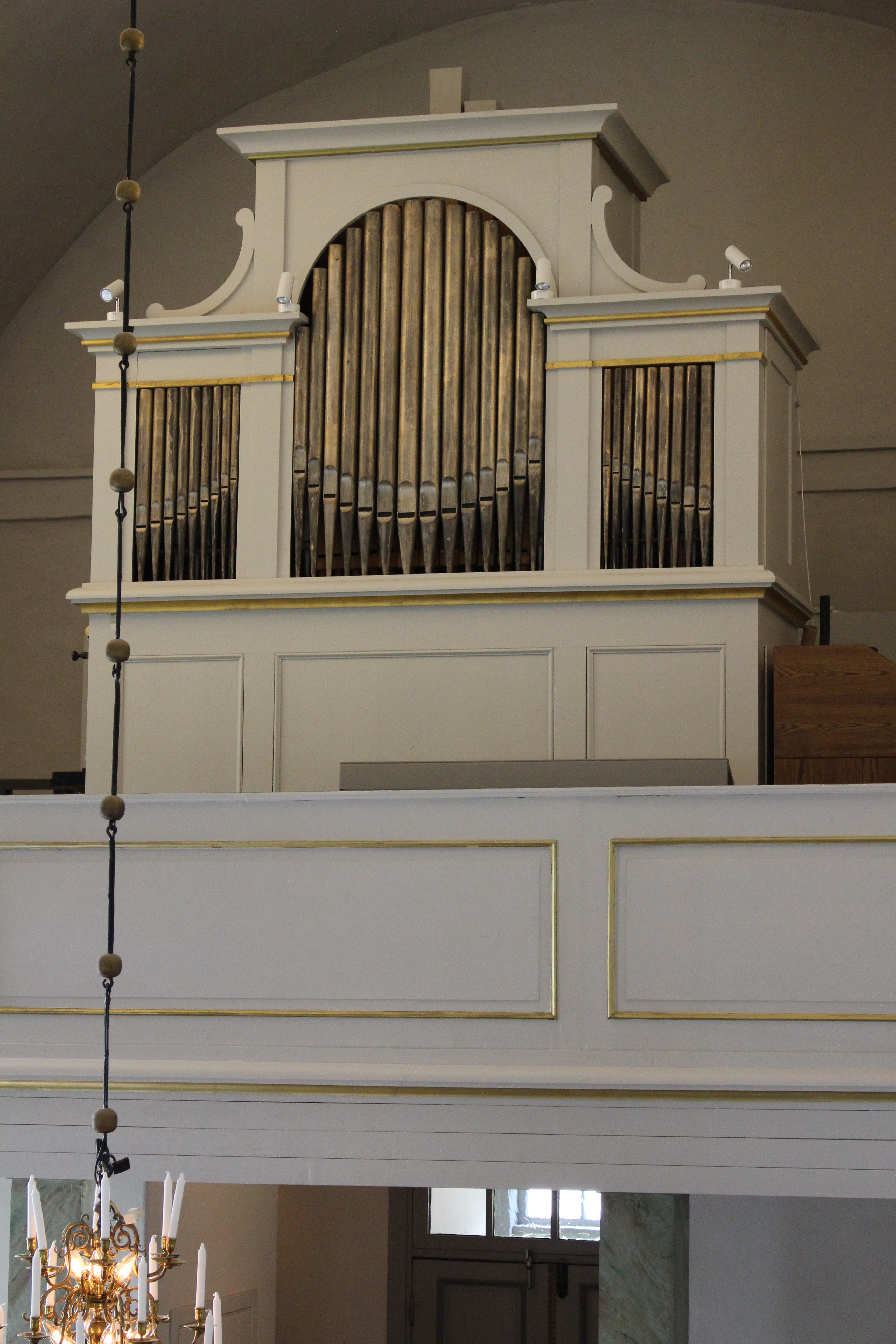
Orgel
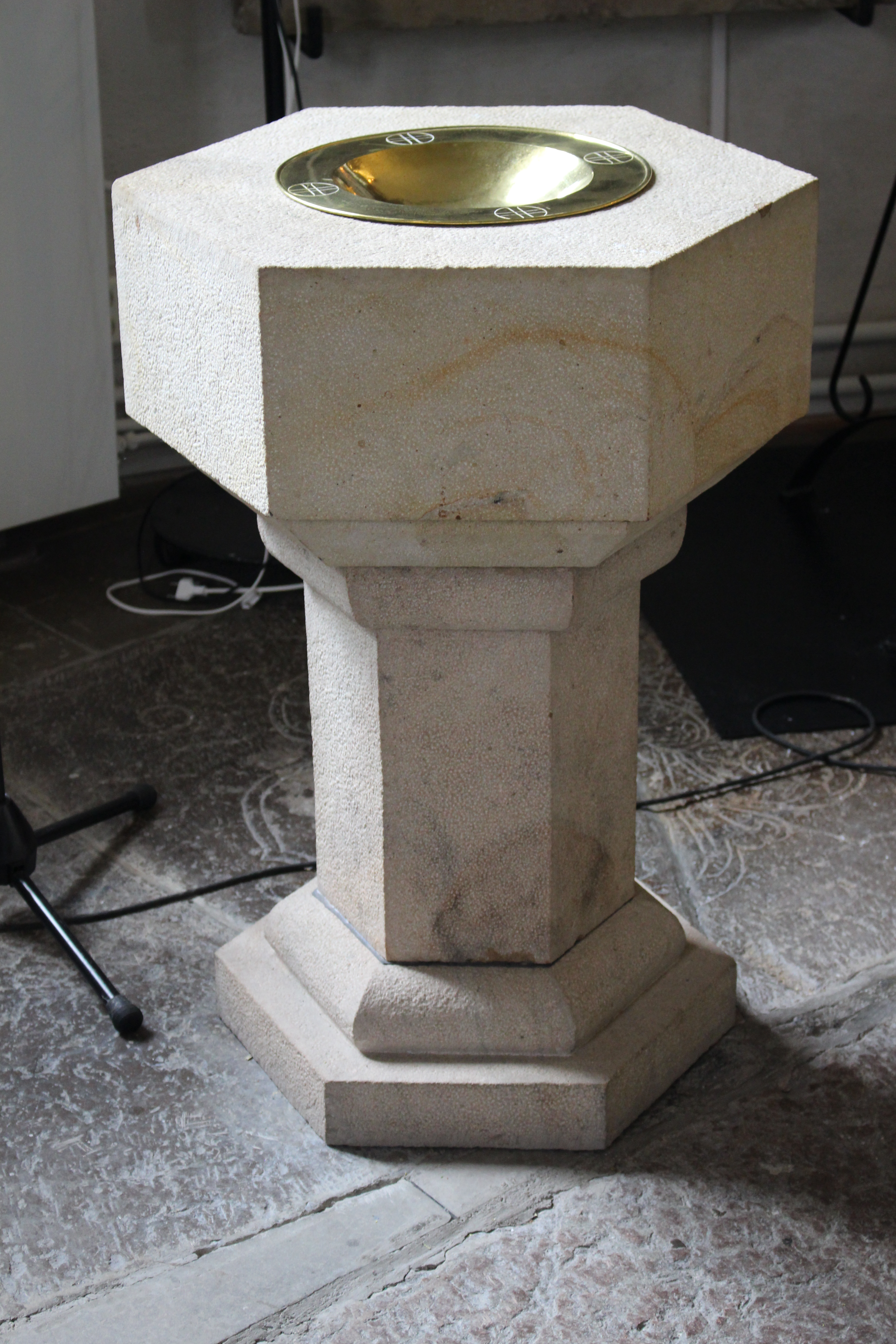
Dopfunt
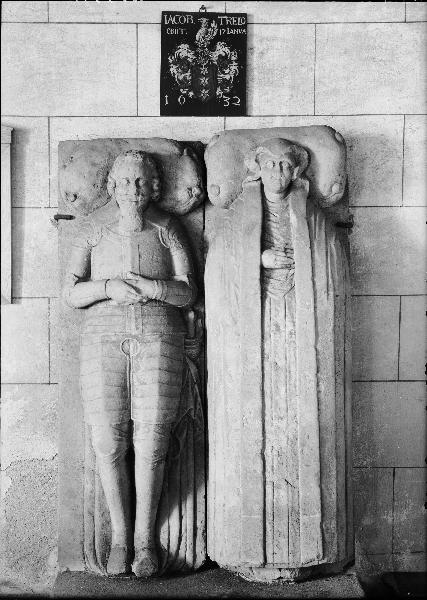
Gravmonument över Jakob Trel(l)o och Margareta Slotz.
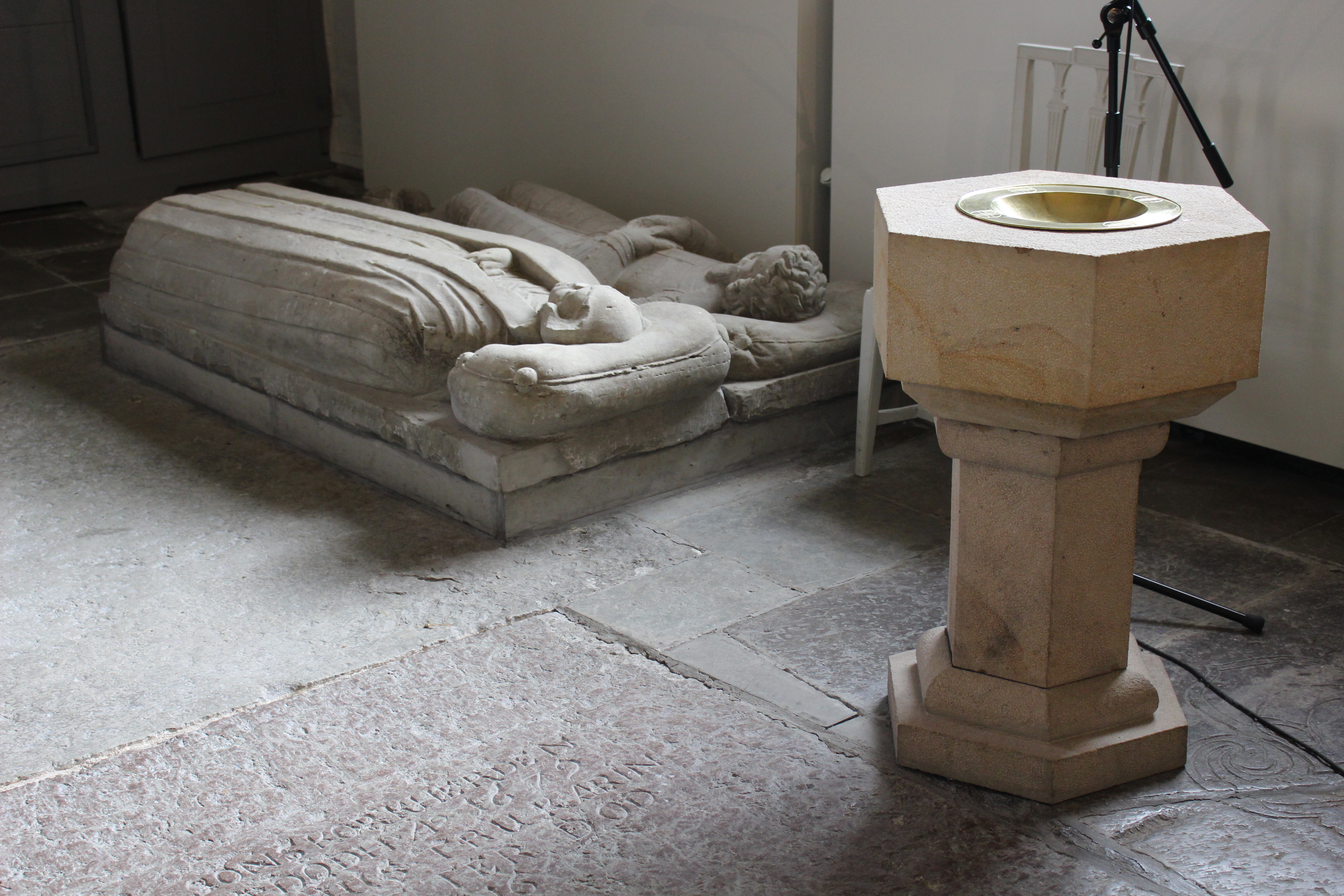
Dopfunt och gravmonument i koret
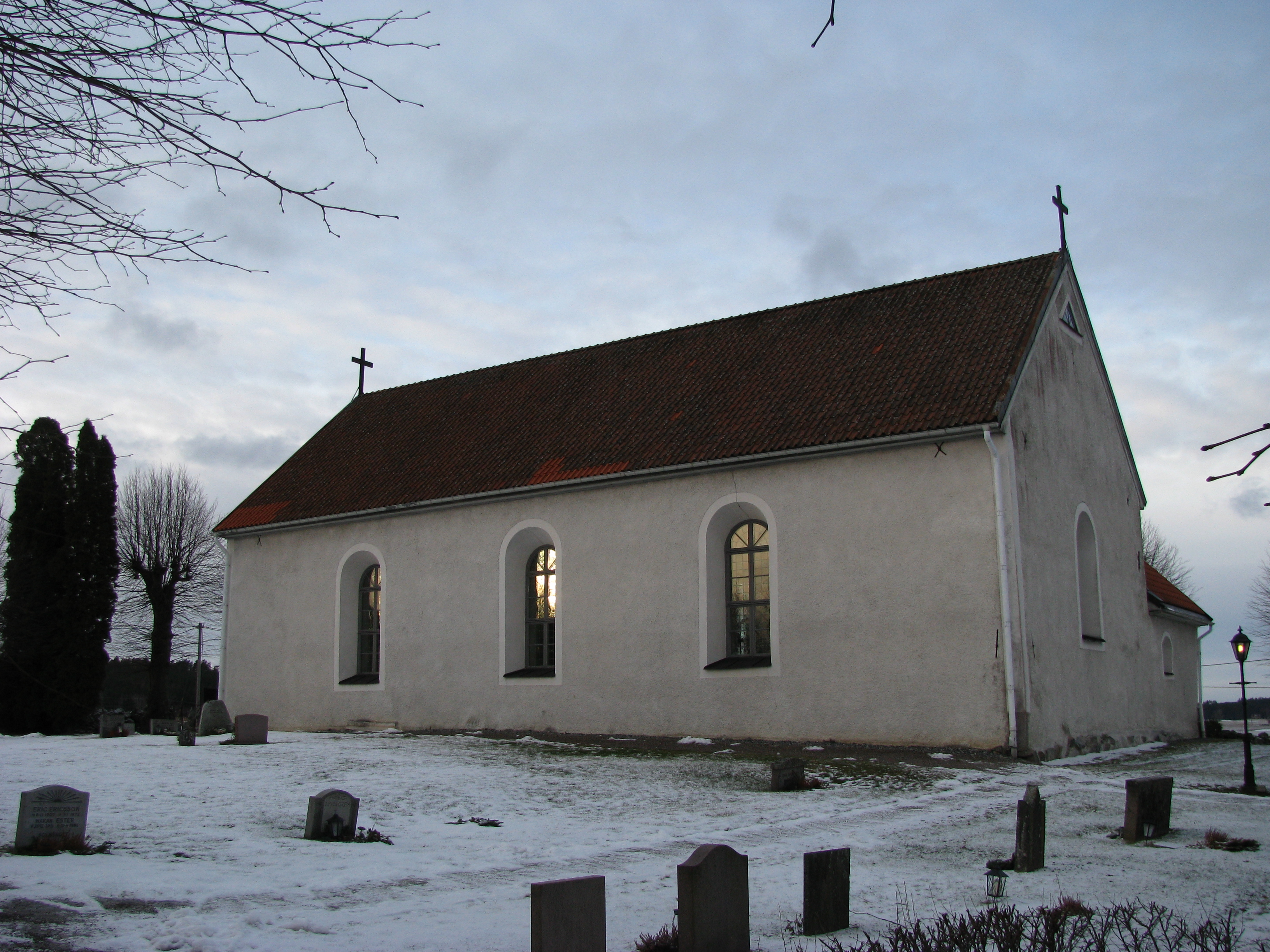
Kyrkan från sydost
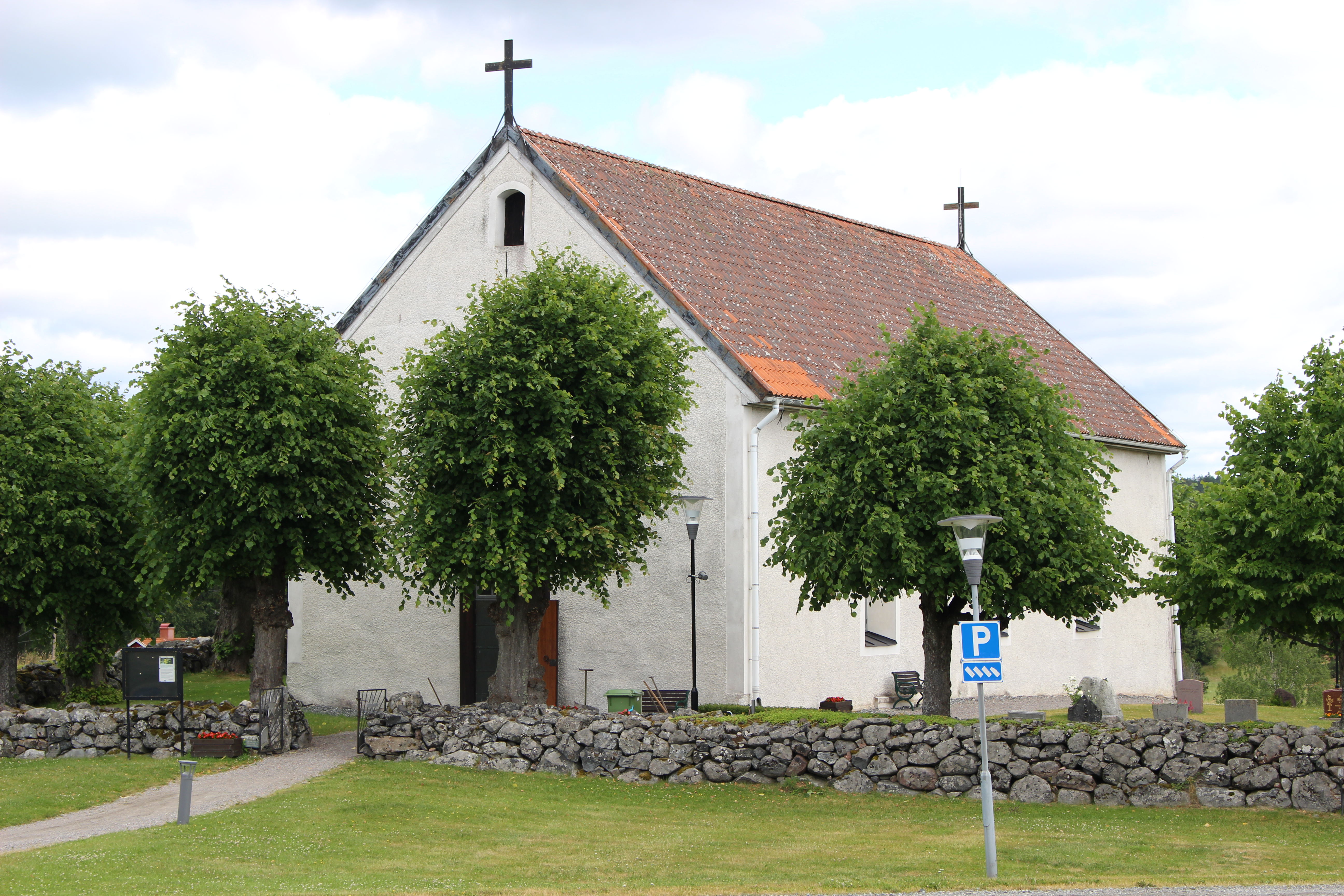
Kyrkan från sydväst
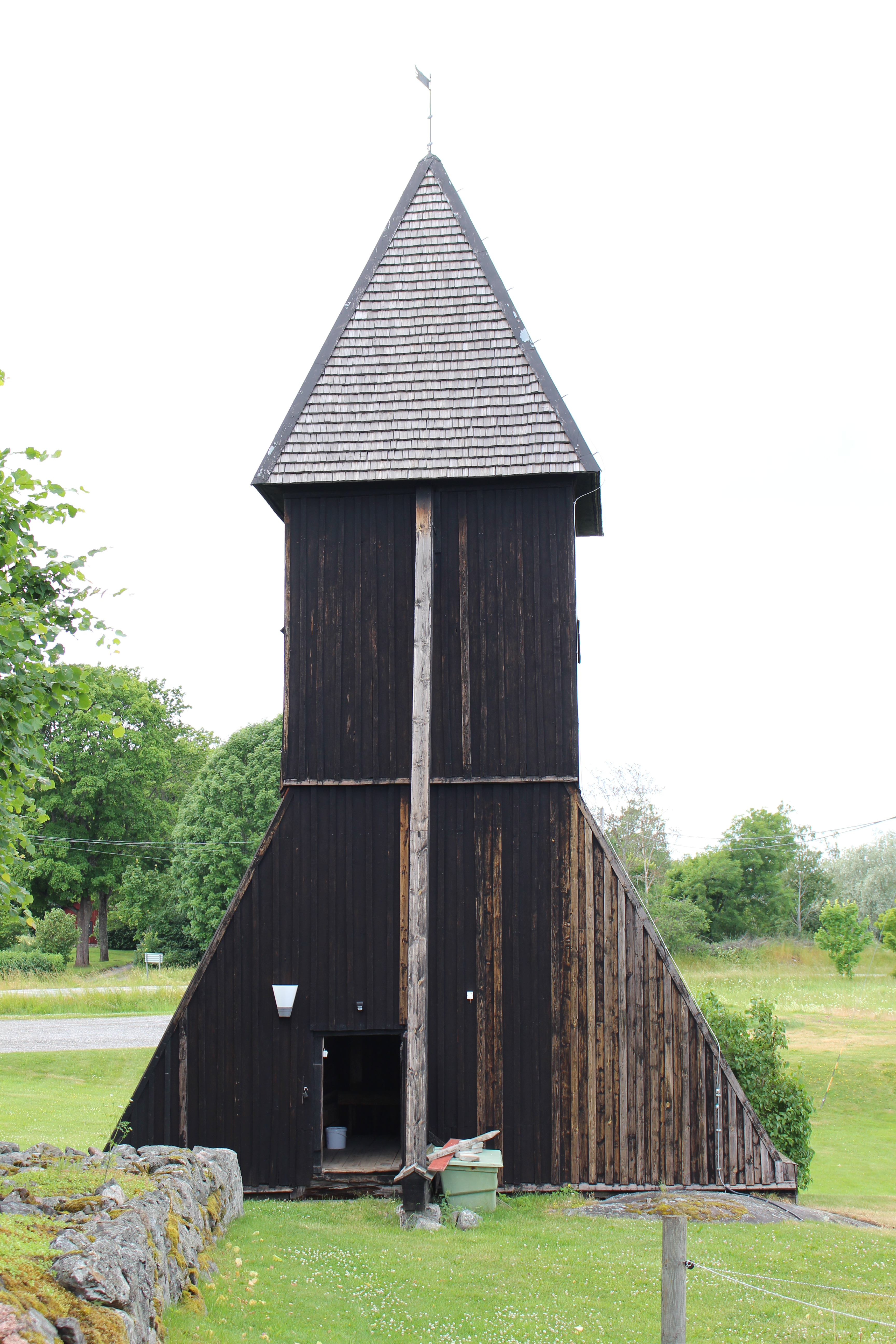
Klockstapeln från öster